# Berejsning
En berejsning er et arkæologbesøg, der bliver foretaget med jævne mellemrum og skal være med til at sikre fortidsminderne. 
| Naturvidenskab | Spire Denne naturvidenskabsartikel er en spire som bør udbygges. Du er velkommen til at hjælpe Wikipedia ved at udvide den. |